# Szachy kurierskie
Szachy kurierskie, gra kurierska (Kurierspiel) – odmiana szachów rozgrywana na planszy o wymiarach 12 × 8 pól, grywana w latach ok. 1200–1800.

## Zasady

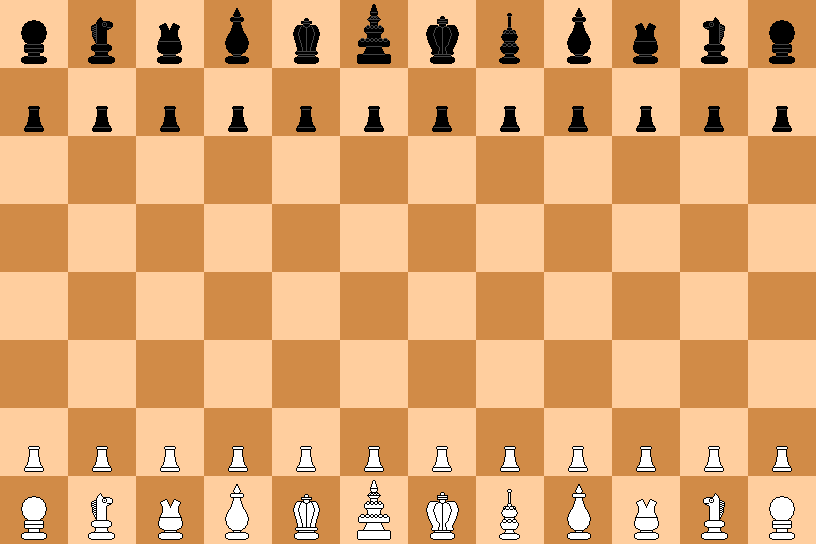
Pozycja wyjściowa

Szachy kurierskie w porównaniu do klasycznych szachów średniowiecznych wprowadzały trzy nowe figury: kuriera, radcę (mędrca) i błazna (marudera). Kurier był bardzo aktywną figurą, uatrakcyjniającą rozgrywkę.
- Król (König) poruszał się jak król we współczesnych szachach. Zabronione było wchodzenie pod szacha, roszady nie znano.
- Wieża (Roche) poruszała się jak wieża we współczesnych szachach.
- Skoczek (Reutter) poruszał się jak skoczek we współczesnych szachach.
- Pion (Soldat) poruszał się jak pion we współczesnych szachach. Nie istniała możliwość posunięcia o dwa pola w pierwszym posunięciu (z wyjątkiem trzech pierwszych ruchów), a promocja następowała tylko na królową.
- Kurier (Kurierer) poruszał się jak goniec we współczesnych szachach, po diagonali o dowolną liczbę pól.
- Strzelec (Schütze) poruszał się o dwa pola po przekątnej. Mógł także przeskakiwać inne bierki.
- Królowa (Königin) poruszała się o jedno pole po przekątnej, z wyjątkiem czwartego ruchu.
- Radca (Man) poruszał się jak król, ale mógł zostać zbity.
- Błazen (Schleich) poruszał się o jedno pole do przodu, tyłu, na prawo bądź na lewo[2].

Rozgrywka zawsze rozpoczynała się od czterech specyficznych posunięć: ruchów pionami sprzed wież i królowej o dwa pola do przodu, a także ruchem królową, także o dwa pola do przodu. Celem gry było zamatowanie króla przeciwnika. Nie znano zasady pata.

## Historia

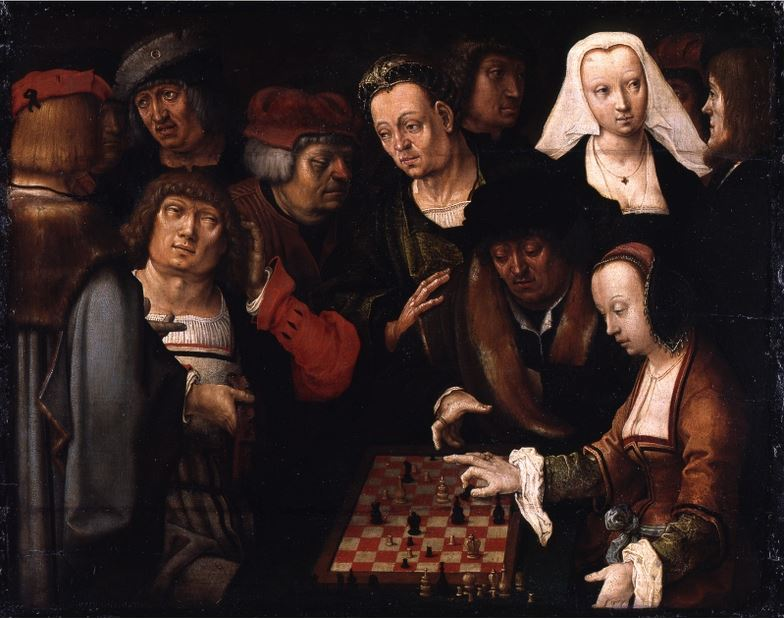
Lucas van Leyden, Gracze w szachy, 1508

Nieznane jest pochodzenie szachów kurierskich. Pierwszy raz zostały wspomniane w romansie Wirnta von Grafenberga z 1202 roku pt. Wigalois. W 1300 roku Heinrich von Beringen opisał tę grę w poemacie Schachbuch, a w 1337 roku Konrad von Ammenhausen wspomniał o niej w swoim dzienniku podróży. W 1508 roku Lucas van Leyden namalował obraz pt. Gracze w szachy, przedstawiający rozgrywkę w szachy kurierskie. Gustavus Selenus przedstawił zasady gry w dziele Das Schack- oder König-Spiel z 1616 roku.

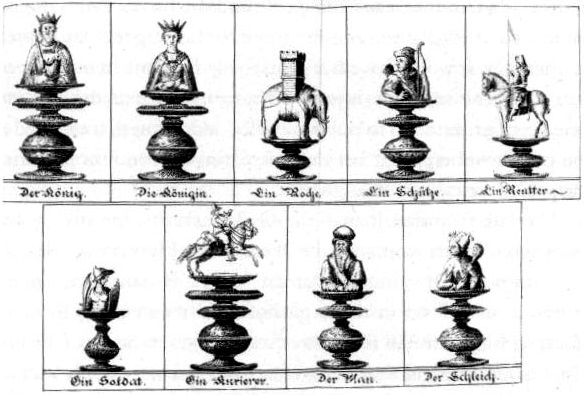
Bierki szachów kurierskich z Das Schack- oder König-Spiel Gustavusa Selenusa. Od góry od lewej: król, królowa, wieża, strzelec, skoczek. Od dołu od lewej: pion, kurier, radca, błazen.

Szachy kurierskie były popularne w późnym średniowieczu w Niderlandach, Francji oraz Niemczech. W 1651 roku książę Fryderyk Brandenburski ofiarował komplet do gry wiosce Ströbeck. W 1821 roku H.G. Albers napisał, że w rejonie Ströbeck nadal gra się w szachy kurierskie, jednakże relacje odwiedzających Ströbeck z 1825 roku zaprzeczyły temu. W 1831 roku William Lewis podczas wizyty w Ströbeck opisał, iż w miejscowości gra straciła popularność. Lewis odnotował także fakt, że nowymi figurami w miejsce mędrca i błazna są kanclerze.
Eric V. Greenwood, powołując się na szachowego historyka Johna Gollona, stwierdził, że Albers w 1821 roku opisywał odmianę szachów kurierskich, nazywaną Courier-Spiel. Różnica w stosunku do klasycznych szachów kurierskich polegała na innych możliwościach posunięć bierek. Roszada polegała na ruchu królem na kolumnę c bądź j oraz przemieszczeniu roszowanej wieży na drugą stronę. Błazen poruszał się jak król z zastrzeżeniem, że mógł być zbity. Goniec poruszał się o jedno lub dwa pola po przekątnej. Pion miał możliwość poruszenia się o dwa pola w pierwszym ruchu, jednakże promocja następowała dopiero w trzecim ruchu po dojściu na ostatnią linię. Zamiast radcy wprowadzono nową figurę – kanclerza, który poruszał się ruchami skoczka i króla.
Istniały również inne warianty gry, jak wymyślone w 1971 roku przez Paula Bywaya Modern Courier Chess czy też odmiana Clémenta Begnisa z 2011 roku, nazwana Reformed Courier-Spiel.

## Znaczenie
Historyk szachowy Rick Knowlton opisał szachy kurierskie jako most do współczesnych szachów, podkreślając fakt, że w porównaniu do tradycyjnych szachów średniowiecznych gra była znacznie dynamiczniejsza. Wprowadzenie kuriera dało bowiem znacznie większe możliwości ataku. Jednakże brak jest jednoznacznych dowodów, że zwiększenie siły gońca w klasycznych szachach nastąpiło bezpośrednio pod wpływem szachów kurierskich.